# Liste de chefs d'orchestre italiens
- Haut – A
- B
- C
- D
- E
- F
- G
- H
- I
- J
- K
- L
- M
- N
- O
- P
- Q
- R
- S
- T
- U
- V
- W
- X
- Y
- Z

## A
- Claudio Abbado
- Roberto Abbado
- Gennaro Maria Abbate
- Salvatore Accardo
- Luciano Acocella
- Rinaldo Alessandrini
- Alessandro Alessandroni
- Antonello Allemandi
- Alfredo Antonini
- Giovanni Antonini
- Luigi Arditi
- Giulio Cesare Arresti

## B
- Romolo Bacchini
- Tony Bario
- Bruno Bartoletti
- Piero Bellugi
- Umberto Benedetti Michelangeli
- Maurizio Benini
- Mario Bernardi
- Fabio Biondi
- Giovanni Bolzoni
- Giuseppe Antonio Brescianello
- Antonio Bartolomeo Bruni
- Paolo Buonvino
- Ferruccio Busoni
- Antonio Buzzolla

## C
- Oleg Caetani
- Bruno Canfora
- Guido Cantelli
- Franco Capuana
- Franco Caracciolo
- Roberto Carnevale (it)
- Franco Casavola
- Gianluca Cascioli
- Alfredo Casella
- Edgardo Cassani
- Franco Cassano
- Fabrizio Castania (it)
- Catterino Cavos
- Aldo Ceccato
- Riccardo Chailly
- Carlo Felice Cillario
- Piero Coppola

## D
- Ottavio Dantone
- Francesco d'Avalos
- Oliviero De Fabritiis
- Cesare De Sanctis
- Gaetano Delogu
- Francesco De Masi
- Salvatore Di Vittorio
- Riccardo Drigo

## E
- Angelo Ephrikian
- Alberto Erede

## F
- Franco Faccio
- Guido Alberto Fano
- Renato Fasano
- Franco Ferrara
- Rodolfo Ferrari
- Gianni Ferrio
- Gabriele Ferro
- Filippo Finazzi
- Antonio Florio
- Antonino Fogliani
- Massimo Freccia
- Marco Frisina
- Silvano Frontalini (it)
- Francesco Paolo Frontini

## G
- Alceo Galliera
- Giuseppe Gallignani
- Piero Gamba
- Lamberto Gardelli
- Daniele Gatti
- Gianandrea Gavazzeni
- Gianluigi Gelmetti
- Giuseppe Gherardeschi
- Giovanni Francesco Giuliani
- Carlo Maria Giulini
- Ettore Gracis
- Anton Guadagno
- Antonio Guarnieri
- Vittorio Gui
- Marco Guidarini

## J
- Antonio Janigro

## L
- Felice Lattuada
- Federico Longo
- Adriano Lualdi
- Fabio Luisi

## M
- Bruno Maderna
- Enrico Mainardi
- Luigi Mancinelli
- Francesco Mander
- Franco Mannino
- Mantovani
- Gianni Marchetti
- Andrea Marcon
- Angelo Mariani
- Gino Marinuzzi
- Igor Markevitch
- Giuseppe Martucci
- Angelo Mascheroni
- Edoardo Mascheroni
- Enrique Mazzola
- Francesco Mazzoli
- Matteo Messori
- Roberto Micconi
- Riccardo Minasi
- Lorenzo Molajoli
- Francesco Molinari-Pradelli
- Bernardino Molinari
- Roberto Molinelli
- Andrea Molino
- Giuseppe Morelli
- Andrea Morricone
- Ennio Morricone
- Riccardo Muti
- Emanuele Muzio

## N
- Luciano Di Napoli
- Vittorio Negri
- Bruno Nicolai
- Gianandrea Noseda

## O
- Paolo Olmi
- Enrico Onofri
- Toni Ortelli

## P
- Gennaro Papi
- Giuseppe Patanè
- Antonio Pedrotti
- Carlo Pedrotti
- Achille Peri
- Francesco Petracchi
- Franco Piersanti
- Nicola Piovani
- Massimo Pradella
- Roberto Pregadio
- Pino Presti
- Fernando Previtali
- Giuseppe Puppo

## Q
- Argeo Quadri (en)

## R
- Virgilio Ranzato
- Donato Renzetti
- Carlo Rizzi
- Mario Rossi
- Nino Rota
- Daniele Rustioni

## S
- Victor de Sabata
- Rico Saccani
- Nicola Samale
- Nello Santi
- Gabriele Santini
- Nino Sanzogno
- Federico Maria Sardelli
- Carlo Savina
- Nicola Scardicchio
- Claudio Scimone
- Rito Selvaggi
- Tullio Serafin
- Giuseppe Sinopoli
- Cesare Sodero
- Francesco Spetrino
- Gaspare Spontini

## T
- Egisto Tango
- Pier Adolfo Tirindelli
- Arturo Toscanini

## U
- Uto Ughi
- Piero Umiliani
- Emilio Usiglio

## V
- Antonino Votto

## Z
- Carlo Zecchi
- Alberto Zedda
- Guglielmo Zuelli